# 基耶韦
基耶韦（義大利語：Chieve），是意大利克雷莫纳省的一个市镇。总面积6平方公里，人口2217人，人口密度369.5人/平方公里（2009年）。国家统计（ISTAT）代码为019029。